# Tliarata
Tliarata (en russe : Тляра́та ; en avar : ЛъаратӀа) est un village ou aoul du Daghestan (fédération de Russie) qui est le chef-lieu administratif du raïon de Tliarata. Sa population était de 1 773 habitants en 2002.

## Géographie
Le village se trouve à deux mille mètres d'altitude à 258 km au sud-ouest de Makhatchkala au bord de la rivière Koissou avar (Djourmout).

## Histoire
Tliarata a été formé comme aoul en 1926.

## Personnalités nées à Tliarata
- Sultan Ibragimov (1975): boxeur